# Hrček (priimek)
Hrček je priimek v Sloveniji, ki ga je po podatkih Statističnega urada Republike Slovenije na dan 1. januarja 2010 uporabljalo 14 oseb.

## Znani nosilci priimka
- Alojz (Lojze) Hrček (1916-2003), agronom, vinogradniški strokovnjak, univ. prof.
- Dušan Hrček (*1946), meteorolog, direktor Hidrometeorološkega zavoda
- Tomaž Hrček, arhitekt